# Ourisia
Ourisia es un género con 70 especies de plantas con flores de la familia Scrophulariaceae. 

## Especies seleccionadas
- Ourisia alpina
- Ourisia antartica
- Ourisia biflora
- Ourisia breviflora
- Ourisia californica
- Ourisia calycina
- Ourisia caespitosa
- Ourisia coccinea
- Ourisia Polyantha
- Ourisia ruelloides

- Datos: Q9053621
- Multimedia: Ourisia / Q9053621
- Especies: Ourisia